# Шервуд, Тим
Тимоти Алан (Тим) Шервуд (англ. Timothy Alan "Tim" Sherwood; родился 6 февраля 1969, Сент-Олбанс, Англия) — английский футболист и футбольный тренер.
С 2008 года был помощником главного тренера «Тоттенхэма». 16 декабря 2013 года был назначен исполняющим обязанности главного тренера лондонского клуба после отставки Андре Виллаш-Боаша. 24 декабря официально назначен на пост главного тренера «Тоттенхэма Хотспур», заключив контракт до 2015 года. 13 мая 2014 года был отправлен в отставку.
14 февраля 2015 года Шервуд был назначен главным тренером «Астон Виллы», сменив на этом посту Пола Ламберта. 25 октября 2015 после невыразительной 8 матчевой серии был уволен с поста тренера «вилланов».

## Тренерская статистика
| Команда           | Страна      | Начало работы   | Окончание работы | Результаты | Результаты | Результаты | Результаты | Результаты |
| Команда           | Страна      | Начало работы   | Окончание работы | И          | В          | Н          | П          | П %        |
| ----------------- | ----------- | --------------- | ---------------- | ---------- | ---------- | ---------- | ---------- | ---------- |
| Тоттенхэм Хотспур | Флаг Англии | 16 декабря 2013 | 13 мая 2014      | 28         | 14         | 4          | 10         | 50.00      |
| Астон Вилла       | Флаг Англии | 14 февраля 2015 | 25 октября 2015  | 28         | 10         | 2          | 16         | 35.71      |
| Всего             | Всего       | Всего           | Всего            | 56         | 24         | 6          | 26         | 42.86      |

Данные на 25 октября 2015 года

## Достижения

### Командные достижения
Блэкберн Роверс
- Чемпион Премьер-лиги: 1994/95[5]

 Портсмут
- Чемпион Первого дивизиона: 2002/03[6]

 Астон Вилла
- Финалист Кубка Англии: 2014/15

### Личные достижения
- Член Команды года по версии ПФА: 1995